# Општина Халапа (Веракруз)
Халапа (шп. Xalapa) општина је у Мексику у савезној држави Веракруз. Општина се налази на надморској висини од 1417 м.

## Становништво
Према подацима из 2010. у општини је живело 457928 становника.

### Хронологија
| Година       | 2000                     | 2005                     | 2010                     |
| ------------ | ------------------------ | ------------------------ | ------------------------ |
| Становништво | 390590 (181487 / 209103) | 413136 (191837 / 221299) | 457928 (213571 / 244357) |

### Попис
| \| \| м \| \| \| ж \| \| 0—2 \| 10.207 \| \| \| 9.995 \| \| 3—5 \| 10.954 \| \| \| 10.416 \| \| 6—11 \| 22.768 \| \| \| 22.071 \| \| 12—14 \| 10.938 \| \| \| 10.593 \| \| 15—17 \| 12.112 \| \| \| 11.872 \| \| 18—24 \| 28.436 \| \| \| 31.484 \| \| 60+ \| 17.688 \| \| \| 25.439 \| \| Просек : \| 30,3 \| \| \| 32,3 \| |        |  |  |        |
| |        |  |  |        |
| | м      |  |  | ж      |
| 0—2 | 10.207 |  |  | 9.995  |
| 3—5 | 10.954 |  |  | 10.416 |
| 6—11 | 22.768 |  |  | 22.071 |
| 12—14 | 10.938 |  |  | 10.593 |
| 15—17 | 12.112 |  |  | 11.872 |
| 18—24 | 28.436 |  |  | 31.484 |
| 60+ | 17.688 |  |  | 25.439 |
| Просек : | 30,3   |  |  | 32,3   |

| #   | Индикатор                                                                                        | Вредност |
| --- | ------------------------------------------------------------------------------------------------ | -------- |
| 1   | Становништво од 0 до 2 године                                                                    | 20202    |
| 2   | Мушко становништво од 0 до 2 године                                                              | 10207    |
| 3   | Женско становништво од 0 до 2 године                                                             | 9995     |
| 4   | Становништво са 3 и више година                                                                  | 417934   |
| 5   | Мушко становништво са 3 и више година                                                            | 193468   |
| 6   | Женско становништво са 3 и више година                                                           | 224466   |
| 7   | Становништво са 5 и више година                                                                  | 403688   |
| 8   | Мушко становништво са 5 и више година                                                            | 186163   |
| 9   | Женско становништво са 5 и више година                                                           | 217525   |
| 10  | Становништво са 12 и више година                                                                 | 351725   |
| 11  | Мушко становништво са 12 и више година                                                           | 159746   |
| 12  | Женско становништво са 12 и више година                                                          | 191979   |
| 13  | Становништво са 15 и више година                                                                 | 330194   |
| 14  | Мушко становништво са 15 и више година                                                           | 148808   |
| 15  | Женско становништво са 15 и више година                                                          | 181386   |
| 16  | Становништво са 18 и више година                                                                 | 306210   |
| 17  | Мушко становништво са 18 и више година                                                           | 136696   |
| 18  | Женско становништво са 18 и више година                                                          | 169514   |
| 19  | Становништво од 3 до 5 година                                                                    | 21370    |
| 20  | Мушко становништво од 3 до 5 година                                                              | 10954    |
| 21  | Женско становништво од 3 до 5 година                                                             | 10416    |
| 22  | Становништво од 6 до 11 година                                                                   | 44839    |
| 23  | Мушко становништво од 6 до 11 година                                                             | 22768    |
| 24  | Женско становништво од 6 до 11 година                                                            | 22071    |
| 25  | Становништво од 8 до 14 година                                                                   | 51479    |
| 26  | Мушко становништво од 8 до 14 година                                                             | 26261    |
| 27  | Женско становништво од 8 до 14 година                                                            | 25218    |
| 28  | Становништво од 12 до 14 година                                                                  | 21531    |
| 29  | Мушко становништво од 12 до 14 година                                                            | 10938    |
| 30  | Женско становништво од 12 до 14 година                                                           | 10593    |
| 31  | Становништво од 15 до 17 година                                                                  | 23984    |
| 32  | Мушко становништво од 15 до 17 година                                                            | 12112    |
| 33  | Женско становништво од 15 до 17 година                                                           | 11872    |
| 34  | Становништво од 18 до 24 године                                                                  | 59920    |
| 35  | Мушко становништво од 18 до 24 године                                                            | 28436    |
| 36  | Женско становништво од 18 до 24 године                                                           | 31484    |
| 37  | Женско становништво од 15 до 49 година                                                           | 132513   |
| 38  | Становништво са 60 и више година                                                                 | 43127    |
| 39  | Мушко становништво са 60 и више година                                                           | 17688    |
| 40  | Женско становништво са 60 и више година                                                          | 25439    |
| 41  | Однос између мушкараца и жена                                                                    | 87.4     |
| 42  | Становништво од нуле до 14 година                                                                | 107942   |
| 43  | Становништво од 15 до 64 године                                                                  | 301266   |
| 44  | Становништво од 65 година и више                                                                 | 28928    |
| 45  | Просечан број деце                                                                               | 1.87     |
| 46  | Становништво рођено у ентитету                                                                   | 393445   |
| 47  | Мушко становништво рођено у ентитету                                                             | 182938   |
| 48  | Женско становништво рођено у ентитету                                                            | 210507   |
| 49  | Становништво рођено у другом ентитету                                                            | 42431    |
| 50  | Мушко становништво рођено у другом ентитету                                                      | 19575    |
| 51  | Женско становништво рођено у другом ентитету                                                     | 22856    |
| 52  | Становништво од 5 година и више резидентно у ентитету у јуну 2005. године                        | 388001   |
| 53  | Мушко становништво старосног доба од 5 година и више, резидентно у ентитету у јуну 2005. године  | 178002   |
| 54  | Женско становништво старосног доба од 5 и више година, резидентно у ентитету у јуну 2005. године | 209999   |
| 55  | Становништво од 5 година и више које је живело у другом ентитету у јуну 2005. године             | 11389    |
| 56  | Мушко становништво старије од 5 година које је живело у другом ентитету у јуну 2005. године      | 5563     |
| 57  | Женско становништво старије од 5 година које је живело у другом ентитету у јуну 2005. године     | 5826     |
| 58  | Становништво од 3 године и више које говори аутохтони језик                                      | 2485     |
| 59  | Мушко становништво старо 3 године и више које говори аутохтони језик                             | 1230     |
| 60  | Женско становништво старо 3 године и више које говори аутохтони језик                            | 1255     |
| 61  | Становништво од 3 године и више које говори аутохтони језик и не говори шпански језик            | 9        |
| 62  | Мушко становништво старо 3 године и више које говори аутохтони језик и не говори шпански         | 3        |
| 63  | Женско становништво старо 3 године и више које говори аутохтони језик и не говори шпански језик  | 6        |
| 64  | Становништво старо 3 године и више које говори аутохтони језик и шпански                         | 1866     |
| 65  | Мушко становништво старо 3 године и више које говори аутохтони језик и шпански                   | 928      |
| 66  | Женско становништво старо 3 године и више које говори аутохтони језик и шпански                  | 938      |
| 67  | Становништво од 5 година и више које говори аутохтони језик                                      | 2457     |
| 68  | Становништво од 5 година и више које говори аутохтони језик и не говори шпански језик            | 8        |
| 69  | Становништво од 5 година и више које говори аутохтони језик и говори шпански језик               | 1856     |
| 70  | Становништво у домородачким домаћинствима                                                        | 5859     |
| 71  | Становништво са ограничењима у активностима                                                      | 17176    |
| 72  | Становништво са ограниченим ходањем или кретањем, горе или доле                                  | 8818     |
| 73  | Становници са ограничењима вида, чак и уз кориштење сочива                                       | 5296     |
| 74  | Становништво са ограничењима говора, комуникације или конверзације                               | 1619     |
| 75  | Становништво са ограниченим слухом                                                               | 1987     |
| 76  | Становништво са ограничењима при одевању, купању или јелу                                        | 929      |
| 77  | Становништво са ограничењима у опажању или учењу једноставних ствари                             | 886      |
| 78  | Становништво са менталним ограничењима                                                           | 1764     |
| 79  | Становништво без ограничења активности                                                           | 419783   |
| 80  | Становништво од 3 до 5 година које не похађа школу                                               | 8807     |
| 81  | Мушко становништво од 3 до 5 година које не похађа школу                                         | 4579     |
| 82  | Женско становништво од 3 до 5 година које не похађа школу                                        | 4228     |
| 83  | Становништво од 6 до 11 година које не похађа школу                                              | 1044     |
| 84  | Мушко становништво од 6 до 11 година које не похађа школу                                        | 560      |
| 85  | Женско становништво од 6 до 11 година које не похађа школу                                       | 484      |
| 86  | Становништво од 12 до 14 година које не похађа школу                                             | 1085     |
| 87  | Мушко становништво од 12 до 14 година које не похађа школу                                       | 638      |
| 88  | Женско становништво од 12 до 14 година које не похађа школу                                      | 447      |
| 89  | Становништво од 15 до 17 година похађа школу                                                     | 18972    |
| 90  | Мушко становништво од 15 до 17 година похађа школу                                               | 9345     |
| 91  | Женско становништво између 15 и 17 година живота у школи                                         | 9627     |
| 92  | Становништво од 18 до 24 године похађа школу                                                     | 28695    |
| 93  | Мушко становништво од 18 до 24 године похађа школу                                               | 13512    |
| 94  | Женско становништво од 18 до 24 године похађа школу                                              | 15183    |
| 95  | Становништво од 8 до 14 година које не може да чита и пише                                       | 1151     |
| 96  | Мушко становништво старосног доба од 8 до 14 година које не може да чита и пише                  | 686      |
| 97  | Женско становништво старосног доби од 8 до 14 година које не може да чита и пише                 | 465      |
| 98  | Становништво од 15 година и више које је неписмено                                               | 12970    |
| 99  | Мушко становништво од 15 година и више које је неписмено                                         | 4419     |
| 100 | Женско становништво од 15 година и више које је неписмено                                        | 8551     |
| 101 | Становништво старо 15 и више година без школовања                                                | 14799    |
| 102 | Мушко становништво старо 15 и више година без школовања                                          | 5431     |
| 103 | Женско становништво старо 15 и више година без школовања                                         | 9368     |
| 104 | Становништво старосног доба 15 и више година са непотпуним основним образовањем                  | 28958    |
| 105 | Мушко становништво старосног доба од 15 година и више са непотпуном основним образовањем         | 12202    |
| 106 | Женско становништво старосног доба 15 и више година са непотпуном основним образовањем           | 16756    |
| 107 | Становништво старо 15 и више година са комплетним основним образовањем                           | 39649    |
| 108 | Мушко становништво старо 15 година и више са комплетним основним образовањем                     | 17326    |
| 109 | Женско становништво старо 15 и више година са комплетним основним образовањем                    | 22323    |
| 110 | Становништво старосног доба 15 и више година са непотпуним средњим образовањем                   | 15724    |
| 111 | Мушко становништво старосног доба од 15 година и више са непотпуним средњим образовањем          | 8086     |
| 112 | Женско становништво старосног доба од 15 година и више са непотпуним средњим образовањем         | 7638     |
| 113 | Становништво старо 15 и више година са пуним секундарном образовањем                             | 56639    |
| 114 | Мушко становништво старосног доба од 15 година и више са пуним секундарном образовањем           | 26357    |
| 115 | Женско становништво старосног доба од 15 година и више са пуним секундарном образовањем          | 30282    |
| 116 | Становништво старије од 18 година са постосновним образовањем                                    | 164028   |
| 117 | Мушко становништво старије од 18 година са постосновним образовањем                              | 75183    |
| 118 | Женско становништво старије од 18 година са постосновним образовањем                             | 88845    |
| 119 | Просечна оцена школовања                                                                         | 10.28    |
| 120 | Просечан ниво образовања мушке популације                                                        | 10.47    |
| 121 | Просечан ниво образовања женског становништва                                                    | 10.12    |
| 122 | Економски активно становништво                                                                   | 198673   |
| 123 | Економски активна мушка популација                                                               | 114583   |
| 124 | Економски активна женска популација                                                              | 84090    |
| 125 | Становништво које није економски активно                                                         | 152004   |
| 126 | Мушко становништво које није економски активно                                                   | 44628    |
| 127 | Женско становништво које није економски активно                                                  | 107376   |
| 128 | Запослено становништво                                                                           | 192193   |
| 129 | Запослено мушко становништво                                                                     | 110026   |
| 130 | Запослено женско становништво                                                                    | 82167    |
| 131 | Незапослена популација                                                                           | 6480     |
| 132 | Незапослена мушка популација                                                                     | 4557     |
| 133 | Незапослена женска популација                                                                    | 1923     |
| 134 | Становништво без права на здравствене услуге                                                     | 172768   |
| 135 | Становништво које има право на здравствене услуге                                                | 264958   |
| 136 | Становништво које има право на ИМСС                                                              | 171622   |
| 137 | Становништво које има право на социјално осигурање                                               | 40689    |
| 138 | Становништво које има право на државно социјално осигурање                                       | 871      |
| 139 | Становништво које има право на опште осигурање или здравствено осигурање за нову генерацију      | 40519    |
| 140 | Становништво које је било једном или није било у браку током 12 година и више                    | 131911   |
| 141 | Венчано или уједињено становништво од 12 година и више                                           | 176600   |
| 142 | Становништво које је било у браку или уједињено 12 година и више                                 | 42851    |
| 143 | Становништво са католичком религијом                                                             | 368116   |
| 144 | Протестанти, еванђелисти и библијски следбеници различити од еванђелиста                         | 40069    |
| 145 | Становништво са другим религијама различитим од претходних                                       | 708      |
| 146 | Становништво без религије                                                                        | 23790    |
| 147 | Укупно пописаних домаћинства                                                                     | 122643   |
| 148 | Пописна домаћинства на челу са мушкарцима                                                        | 79471    |
| 149 | Пописна домаћинства на челу са женама                                                            | 43172    |
| 150 | Становништво у пописним домаћинствима                                                            | 437740   |
| 151 | Становништво у пописним домаћинствима на челу са мушкарцима                                      | 301980   |
| 152 | Становништво у пописним домаћинствима на челу са женама                                          | 135760   |
| 153 | Укупно домаћинстава                                                                              | 155280   |
| 154 | Укупно насељених домаћинстава                                                                    | 129211   |
| 155 | Укупно приватних кућа                                                                            | 148712   |
| 156 | Насељени приватни домови                                                                         | 122643   |
| 157 | Укупно насељених приватних кућа                                                                  | 129184   |
| 158 | Ненасељене приватне куће                                                                         | 19002    |
| 159 | Појединачна домаћинства за привремену употребу                                                   | 7067     |
| 160 | Становници у насељеним приватним кућама                                                          | 437740   |
| 161 | Насељеност станара у приватним становима                                                         | 3.57     |
| 162 | Просечно становника по соби у приватним насељеним домаћинствима                                  | 0.88     |
| 163 | Појединачна домаћинства са подовима од различитих материјала од земље                            | 118996   |
| 164 | Појединачна домаћинства у приземљу                                                               | 3109     |
| 165 | Појединачна домаћинства са једном спаваћом собом                                                 | 44445    |
| 166 | Појединачна домаћинства са две спаваће собе и више                                               | 78027    |
| 167 | Појединачна домаћинства са једним собом                                                          | 12547    |
| 168 | Појединачна домаћинства са две собе                                                              | 17894    |
| 169 | Појединачна домаћинства са 3 собе и више                                                         | 91938    |
| 170 | Појединачна домаћинства која имају електрично светло                                             | 121755   |
| 171 | Појединачна домаћинства која немају електрично светло                                            | 715      |
| 172 | Појединачна домаћинства која имају водоводну воду у стамбеном простору                           | 118813   |
| 173 | Појединачна домаћинства која немају водоводну воду у стамбеном простору                          | 3572     |
| 174 | Појединачна домаћинства која имају тоалет                                                        | 121601   |
| 175 | Појединачна домаћинства која имају канализацију                                                  | 121156   |
| 176 | Појединачна домаћинства која немају канализацију                                                 | 1144     |
| 177 | Појединачна домаћинства која имају електрично светло, довод воде из јавне мреже и канализацију   | 117679   |
| 178 | Појединачна домаћинства без икаквих услова                                                       | 805      |
| 179 | Појединачна домаћинства која имају радио                                                         | 103480   |
| 180 | Појединачна домаћинства која имају телевизор                                                     | 118797   |
| 181 | Појединачна домаћинства која имају фрижидер                                                      | 106571   |
| 182 | Појединачна домаћинства која имају машину за веш                                                 | 82669    |
| 183 | Појединачна домаћинства која имају аутомобил или комби                                           | 51551    |
| 184 | Појединачна домаћинства која имају рачунар                                                       | 56167    |
| 185 | Појединачна домаћинства која имају фиксну телефонску линију                                      | 67474    |
| 186 | Појединачна домаћинства која имају мобилни телефон                                               | 100462   |
| 187 | Појединачна домаћинства која имају приступ интернету                                             | 43772    |